# Valère Ollivier
Valère Ollivier (Roeselare, 28 settembre 1921 – Roeselare, 10 febbraio 1958) è stato un ciclista su strada e pistard belga.
Professionista dal 1943 al 1955, era uno specialista delle Classiche del pavé: vinse una Gand-Wevelgem e due Kuurne-Bruxelles-Kuurne, oltre a un'edizione dei Campionati belgi. Nel 1949 fu secondo al Giro delle Fiandre e allo Scheldeprijs mentre nel 1953 fu terzo alla Milano-Sanremo.

## Carriera
Soprannominato "Pim" per via della sua corporatura, fu uno dei migliori velocisti della sua generazione.
Già nei primi anni di carriera cominciò ad ottenere importanti successi, per poi vincere con costanza.
Si ritirò dalle corse nel 1955, e con ben 102 successi all'attivo risultava essere uno dei corridori più vincenti della sua generazione. Morì a soli 37 anni a causa di un'embolia.

## Palmarès
- 1945

Kuurne-Bruxelles-Kuurne
- 1947

Prix De Panne
Omloop van het Houtland - Circuit de Houtland - Torhout
Omloop der drie Provinicien
- 1948

Gand-Wevelgem
- 1949

Campionati belgi, Prova in linea
Tour de Flandre Occidentale à Roulers
Grote Prijs Marcel Kint - Zevewegem
Liége-Middekerke
3ª tappa Tour du Maroc
11ª tappa Tour du Maroc
- 1950

Kuurne-Bruxelles-Kuurne
Grote Prijs Marcel Kint - Zevewegem
2ª tappa Giro del Belgio
- 1951

Circuit de la côte Ouest à De Panne
Omloop der Zuid-West-Vlaamse Bergen
Omloop der Vlaamse Ardennen - Ichtegem
- 1952

Hoeilhaart-Diest-Hoeilhaart
Omloop van het Houtland - Circuit de Houtland - Torhout
Omloop van het Houtland - Lichtervelde
- 1953

Bruxelles-Izegem
Omloop der Zuid-West-Vlaamse Bergen
3ª tappa Parigi-Nizza
- 1954

Prix de Panne
Bruxelles-Ingooingem
Omloop der Zuid-West-Vlaamse Bergen
- 1955

1ª tappa Tour du Maroc

### Altri successi
- 1943

Kermesse di Beernem
- 1945

Criterium di Kuurne
Kermesse di Izegem
- 1946

Kermesse di Ardooie
- 1947

Criterium di Waregem
Kermesse di Torhout
Kermesse di Bissegem
- 1948

Criterium di Rumbeke
Criterium di Staden
Criterium di Hautmont
Kermesse di Ingelmunster
Kermesse di Denderwindeke
Kermesse di Sint-Andries
- 1949

Saint Michel-Brugges (Criterium)
Criterium di Komen
Criteriu di Bruxelles
Criterium di Roeselare
Criterium di Comines
Criterium di Courtrai
Criterium di Saint-Michiels
Kermesse di Heule
Kermesse di Ingelmunster
- 1950

Campionati belgi per Clubs, Prova della Cronosquadre
Gullegem Koerse (Criterium)
Criterium di Rollegem-Kappelle
Criterium di Gent
Criterium di Gits
Kermesse di Heusden-Zolder
Kermesse di Itegem
Kermesse di Izegem
Kermesse di Lauwe
Kermesse di Soignies
Kermesse di Sint-Andries
Kermesee di Overpelt
Kermesse di Tongeren
- 1951

Campionati belgi per Clubs, Prova della Cronosquadre
Criterium di Esden
Kermesse di Roeselare
Kermesse di Torhout
Kermesse di Oedelem
- 1952

Grote Prijs Sellier (Criterium)
Grote Prijs Georges Desplenter (Criterium)
Grote Prijs Antwerpen - Criterium d'Anvers
Acht van Brasschaat (Criterium)
Criterium di Attenhoven
Criterium di Aarshot
Criterium di Aalst
Criterium di Kessel-Lo
Kermesse di Azengem
Kermesse di Diksmuide
Kermesse di Lauwe
Kermesse di Nederbrakel
Kermesse di Temse
Kermesse di Handzame
- 1953

Acht van Brasschaat (Criterium)
Criterium di Moorsele
Criterium di Mlines
Criterium di Staden
Criterium di Vichte
Criterium di Staden
Kermesse di Mecheln
Kermesse di Diksmuide
- 1954

Criterium di Armentieres
Criterium di Herve
Criterium di Feigneies
Kermesse di Oostrozebeke
Kermesse di Torhout
Kermesse di Dentergem
- 1955

Criterium di Saint-Pol
Criterium di Emelgem
Kermesse di Torhout

### Pista
- 1951

Campionati europei, Americana (con Albert Sercu)

## Piazzamenti

### Classiche monumento
- Milano-Sanremo

1952: 31º
1953: 3º
1954: 13º
- Giro delle Fiandre

1946: 29º
1948: 37º
1949: 2º
1950: 7º
1951: 10º
1952: 8º
1953: 10º
1954: 8º
1955: 17º
- Parigi-Roubaix

1945: 22º
1949: 56º
1951: 27º
1952: 23º
- Liegi-Bastogne-Liegi

1951: 10º
1952: 32º
1953: 21º
1954: 21º
- Giro di Lombardia

1949: 42º

### Competizioni mondiali
- Campionati del mondo

Copenaghen 1949 - In linea: ritirato
Moorslede 1950 - In linea: 11º